# 東台灣臨海道路 (畫作)
《東台灣臨海道路》（日语：東台湾臨海道路）是臺灣畫家陳澄波在1930年期間所完成的油畫作品，該作品內容主要描繪臺灣東部地區的海岸，包括清水斷崖及臨海道路的海景風光，該作品為陳澄波現存作品第二大畫作。現屬山口縣山口縣立美術館收藏。

## 歷史
1930年8月，前任臺灣總督上山滿之進委託臺灣首位入選日本帝展的陳澄波接受付出1000日圓囑咐委託，以在離臺帶回一幅風景作品回歸日本，隨後陳澄波於同月26日北上經蘇澳至東海岸寫真，以東海岸風景為主題進行畫作，欲將該畫留予回憶與後代子孫紀念之用。後於9月12日曾刊載《東台灣臨海道路》一作，當時此作之標題為「太魯閣峽臨海道路」。上山隨後以達悟族拼板舟船板圖騰設計做為畫框。隨後將《東台灣臨海道路》帶回日本。1938年7月30日，上山滿之進逝世，依其遺囑，包括《東台灣臨海道路》在內的遺物捐贈於三哲文庫，並在此後懸掛置圖書館閱覽室。2006年，防府圖書館進行改建搬遷工程，畫作因而放入地下倉庫。
2015年，日本龍谷大學退休教授學者兒玉識因受官方委託轉寫上山滿之進之研究及撰述時，得知研判《東台灣臨海道路》原件現應存於山口縣防府市立防府圖書館，後經輾轉聯絡陳澄波文化基金會後，飛抵日本勘查則確認為陳澄波原作。同年12月，防府市與福岡亞洲美術館簽訂1簽訂10年寄託合約。將《東台灣臨海道路》暫移至福岡亞洲美術館收藏進行畫作修復工程。畫作修復工事則於2017年3月完成。2019年，防府市與福岡亞洲美術館結束寄託合約後，作品則移至山口縣立美術館永久收藏。
2021年，《東臺灣臨海道路》因應北師美術館特展《不朽的青春—臺灣美術再發現》作為展物首次回臺正式展覽。。另一有複製品於防府市立防府圖書館展示。

## 作品內容
《東台灣臨海道路》以採平遠視角和廣寬構圖的臺灣東部地區風景為主題，陳澄波選定立霧溪北岸之上崁作為作畫地點，該區域北方即為達奇里（今崇德部落）旁之大斷崖（清水斷崖），其作品注重於斷崖面著大海，以其臨海道路（即今蘇花公路）綿延而去之風景作為特徵。其畫面左方則可見一對穿著太魯閣族服飾的親子正手牽手步行，海面上還漂浮著一艘木船。

## 外部連結
- 陳澄波 - 尊彩藝術中心 （页面存档备份，存于）
- 財團法人陳澄波文化基金會 （页面存档备份，存于）